# Luci Corneli Lèntul (cònsol 199 aC)
Luci Corneli Lèntul (llatí: Lucius Cornelius L. f. L. n. Lentulus) va ser un magistrat romà dels segles iii i ii aC. Era fill de Luci Corneli Lèntul Caudí, que va ser cònsol l'any 201 aC, i formava part de la família dels Cornelis Lèntuls, d'origen patrici. Va morir l'any 173 aC.
Probablement és el Lèntul nomenat decemvir sacrorum l'any 213 aC. Va ser pretor a Còrsega i Sardenya el 211 aC. L'any 206 aC va anar a Hispània per substituir a Escipió com a procònsol als territoris de la Hispània Citerior, nomenament que es va fer el 205 aC.
Quan, el 205 aC, Escipió va sortir d'Hispània i va anar a Àfrica, Indíbil es va tornar a revoltar, reunint un exèrcit de trenta mil homes i quatre mil cavallers. Però els romans, dirigits per ell i per Luci Manli Acidí, procònsol de la Hispania Ulterior, es van enfrontar als rebels i els van derrotar. Indíbil va morir a la lluita, però Mandoni va poder escapar amb les restes de l'exèrcit. Aviat, però, va ser lliurat als romans pels mateixos seguidors i executat. Malgrat que li hauria correspost un triomf al seu retorn a Roma, només va rebre una ovació, perquè el seu rang era únicament proconsular i no consular. A Hispània, durant el seu govern de més de quatre anys, va recaptar 44.000 lliures de plata i 2.500 d'or. Finalment, el 199 aC va assolir el consolat, juntament amb Publi Vil·li Tàpul. L'any 198 aC va ser procònsol a la Gàl·lia.